# Kátoly
Kátoly é um município da Hungria, situado no condado de Baranya. Tem 8,75 km² de área e sua população em 2019 foi estimada em 261 habitantes.